# Нобуо Мацунага
Нобуо Мацунага (на японски: 松永 信夫) е японски футболист.

## Биография
Нобуо Мацунага е роден в Шидзуока на 6 декември 1921 г. Умира от лимфома в Шидзуока на 25 септември 2007 г. Акира Мацунага е негов брат.
Записал е и 4 мача за националния отбор на Япония в периода 1954-1955 г.
| Япония | Япония | Япония |
| Година | Мачове | Голове |
| ------ | ------ | ------ |
| 1954   | 3      | 0      |
| 1955   | 1      | 0      |
| Общо   | 4      | 0      |